# Partigiani di Castellino
Partigiani di Castellino è un canto che fa riferimento alla Brigata Castellino che operava nelle Langhe ed è composto sull'aria dell'Inno degli studenti universitari fascisti".

## Testo
dalle Langhe noi veniamo

partigiani di Castellino

che la patria difendiam
Barbe lunghe e scarpe rotte

un fucile nella man

noi pugnamo sempre giorno e notte

ed i morti vendichiam
Quando il cammin si fa più duro

noi resistiam, non ci arrestiam

quando il cielo si fa più scuro

allora noi cantiam
Tra boschi e macchie

nelle tane come lupi noi viviam

aspra guerriglia

che da giorni e da mesi conduciam
La nostra fede

sarà quella che sui vili vincerà

c'è una voce che dirà

viva i baldi viva i veci partigian di Castellin

c'è una voce che dirà

viva i baldi viva i veci partigian di Castellin»